# Fonds national pour la culture et les arts
Le Fonds national pour la culture et les arts ( Fondo Nacional para la Cultura y las Artes, FONCA ) est un organisme public du gouvernement fédéral mexicain, rattaché au Conseil national pour la culture et les arts (Conaculta). 

## Présentation
Le financement du FONCA provient à la fois du gouvernement et du secteur privé. 
Il est créé en 1989, sous l'administration du président Carlos Salinas de Gortari, afin de : 
- soutenir des créations artistiques et culturelles de haute qualité ;
- promouvoir et diffuser la culture ;
- accroître la richesse culturelle du pays ;
- préserver et protéger le patrimoine culturel de la nation.

Une partie de sa mission est de promouvoir et d'encourager la création artistique en accordant des subventions et des bourses pour des projets artistiques de haute qualité. Ce processus commence par des appels à propositions, dont certaines sont ensuite sélectionnées comme récipiendaires conformément aux principes de la participation démocratique, de l'égalité des chances et du jugement des pairs. 